# Lophorache fulvirufa
Lophorache fulvirufa là một loài bướm đêm trong họ Noctuidae.